# Wembach
Wembach (în alemanică Wämbach) este o comună din landul Baden-Württemberg, Germania.

## Istorie
Încă din secolul al XIII-lea Wembach ținea de Abația Sfântului Blasiu și de Austria Anterioară, până în 1806, când Napoleon a retrocedat forțat comuna Marelui Ducat de Baden.